# Dagan Yivzori
Dagan Yivzori (en hebreo, דגן יבזורי, Afula, 15 de octubre de 1985) es un exbaloncestista israelí. Con 1,93 metros de estatura, juega en la posición de escolta.

## Trayectoria deportiva

### Profesional
Comenzó jugando de forma profesional en 2002 en el Maccabi Kiryat Bialik, de donde pasó al equipo de su ciudad, el Hapoel Afula B.C., pero siempre jugando en divisiones inferiores. Su primera aparición en la Ligat ha'Al fue con el Hapoel Yokneam/Megido. Regresó en 2007 al Afula, y al año siguiente firmaría con el Hapoel Gilboa Galil Elyon, y con el que ganó la liga en 2010, colaborando con 6,7 puntos por partido.
En 2013 fichó por el Maccabi Haifa por una temporada con opción a una segunda, que terminó también disputando, y en la que sus promedios subieron hasta los 12,4 puntos y 2,9 rebotes por partido.
En julio de 2015 firmó por tres temporadas con el Maccabi Tel Aviv.

### Selección nacional
Es miembro de la selección de Israel desde 2012, con la que disputó el EuroBasket 2015.